# Киров, Бисер
Би́сер Хри́стов Ки́ров (болг. Бисер Христов Киров; 4 сентября 1942, София, Болгария — 6 ноября 2016, Берлин, Германия) — болгарский эстрадный певец и композитор. Заслуженный артист Народной Республики Болгария (1985), Заслуженный артист Российской Федерации (2009). Считался «самым популярным болгарином в СССР».

## Биография

### Ранние годы и образование
Отец — Киров Христо Николов, пастор-адвентист седьмого дня (1914—1977). Мать — Кирова Венциноса Апостолова (1922—1989), художница. Бисер испытывал особую привязанность к родине отца — маленькой горной деревушке Чокманово:
Именно здесь в 1688 году обосновались мои предки, которые бежали от исламизации Родопов. Сегодня это одна из трёх христианских деревень в Центральных Родопах.
С ранних лет увлекался музыкой, играл на скрипке с пяти лет, на гитаре — с двенадцати.
В 1961 году окончил с золотой медалью 22-ю гимназию в Софии.
С 1963 по 1967 и с 1970 студент Высшего химико-технологического института (ВХТИ, София) по специальности «Химия и технология полупроводниковых материалов». Окончил институт в 1973 году.
В 1968—1969 годах студент факультета журналистики в Софийском университете.
В 1989 году Бисер Киров окончил ГИТИС с красным дипломом по специальности «музыкальная режиссура» (курс Иоакима Шароева) и поступил в аспирантуру.

### Карьера
Окончив службу в армии в 1963 году, создал рок-группу «Рефлекс», одну из первых в Болгарии.
9 декабря 1966 года успешно выступил на Дне студента Болгарии, был замечен Морисом Аладжемом и принят в лучший болгарский оркестр «Балкантон». 25 марта 1967 года начал карьеру профессионального вокалиста.
Эстрадную карьеру начал осенью 1967 года на первом международном молодёжном фестивале политической песни «Красная гвоздика» в Сочи, где получил третью премию.
В 1981 году попал в автокатастрофу и провёл 56 дней в реанимации. Ошибочное сообщение СМИ о его гибели побудило кубинского радиоведущего Альберто Фернандеса выпустить радиопередачу «Воспоминания о Бисере Кирове».
Был почетным президентом ежегодного международного детского фестиваля "Музыкальная радуга" (Волгоград).
За годы творческой деятельности дал более 4500 концертов в разных странах Евразии, Америки и Африки, из них около 2000 в СССР. Называл Россию своей «творческой родиной» и особо ценил русскую провинциальную публику:
Русская провинция была умной и жадной до впечатлений. Очень чувственная публика… А основу её всегда составляли интеллигенты, с которыми я много разговаривал прямо со сцены между песнями.
Был очень популярен также в ГДР, где в течение четырёх сезонов 1971, 1972, 1975 и 1977 годов выступал в «Фридрихштадтпаласте» и впоследствии дал множество концертов. Входил в десятку наиболее популярных певцов Восточной Европы. Записал 15 виниловых «гигантов» в Болгарии, на Кубе, в ГДР, Польше и СССР; несколько малых грампластинок в Испании и США; 11 компакт-дисков в Болгарии и России. Был членом жюри множества международных фестивалей.
Работал на российском телевидении: с 1995 по 2002 год был продюсером, режиссёром и ведущим программ «Золотой ключик» и «Чудесная сказка» на каналах РТР и «Культура».
Известен также в качестве композитора. Автор более 300 песен на болгарском, русском, немецком, чешском, польском, испанском и других языках.
Был членом жюри международных фестивалей: в СССР (Сочи)/России (Ялта, Москва), Беларусии ("Славянский базар", "Золотой шлягер"),  на Украине ("Бархатный сезон"), "Славянск" (Краснодар), а также в Казахстане ("Голоса Азии") и на Кубе.
С ноября 2006 по июль 2010 года работал советником по культуре посольства Болгарии в Москве. Затем Министерство иностранных дел Болгарии назначило его «Послом доброй воли Республики Болгария в Российской Федерации».
В 2015 году отказался получать украинскую премию «Человек года» в знак протеста против войны на востоке Украины.

### Личная жизнь и последние годы
В 1969 году женился на однокурснице по ВХТИ по имени Митка Цветанова (род. 1945).
Двое детей:
- Дочь — Венциноса (1971[6]—2014[14]). Юрист[6], по другим сведениям — телепродюсер и художник[4][14]. Жила в Берлине. Умерла в возрасте 42 лет после трех лет борьбы с раком. Похоронена в селе Чокманово в Болгарии[14].
- Сын — Бисер Киров-младший (род. 1973)[6]. Специалист в области информатики, живёт в Берлине[Комм. 3][14].

Внучки: Малена (р. 2004), Елиса (2005 — 2023), Фрида (р. 2009); внук Максимилиан (р. 2011).
Последние годы был болен лейкозом. Скончался от инсульта в ночь с 6 на 7 ноября 2016 года в Берлине (Германия), где проходил курс лечения. Прощание с артистом прошло в Национальном театре имени Ивана Вазова в Софии 12 ноября 2016 года. Похоронен рядом с родителями и дочерью в селе Чокманово Смолянской области Болгарии.
Организационный комитет фестиваля «Красная гвоздика — 2017» учредил ежегодную международную премию имени заслуженного артиста России Бисера Кирова «За вклад в развитие и популяризацию русской песни в мире».

## Дискография
Грампластинки
Миньоны, синглы
- 1974 — Поёт Бисер Киров (Болгария) (EP  «Мелодия», Г62-04373-4)
- 1978 — Поёт Бисер Киров (Болгария) (EP  «Мелодия», Г62-07095-6)
- 1978 — Татьянин день (SP  «Мелодия», 33ИД 41107)

Долгоиграющие пластинки
- 1975 — Бисер Киров (Болгария) ( «Мелодия», С60-06015)
- 1979 — Поёт Бисер Киров ( «Мелодия», С60-11699-700)
- 1984 — Русские глаза ( «Мелодия», С60 21057 005)
- 1990 — «Дискотека в Мальчугании» Бисер Киров и Большой детский хор Гостелерадио СССР ( «Мелодия», С60 29857 006)

Компакт-кассеты
- 1975 — Зарубежная эстрада — Эва Демарчик. Бисер Киров ( «Мелодия», СМ 00367)
- 1978 — Поёт Бисер Киров ( «Мелодия», СМ00698)
- 1984 — Русские глаза. Поёт Бисер Киров ( «Мелодия», СМ01275)
- 1999 — Ничего не жалей для друзей ( «Макс Арт Интернешенел Ltd»)

Компакт-диски
- 1998 — "Дождь" и другие любимые песни… ( «Макс Арт Интернешенел», MAXART)
- 1999 — Мировая коллекция ( «Макс Арт Интернешенел»)
- 2002 — Детскотека ( «Макс Арт Интернешенел Ltd», BK 20-2419-02)
- 2009 — Лучшие песни ( «Бомба Мьюзик», BoMB 033—542)
- 2014 — Вокруг света за 80 минут ( «Макс Арт Интернешенел»)

## Награды и звания
Персональные исполнительские награды
- 1967 — третья премия на первом международном молодёжном фестивале политической песни «Красная гвоздика» (Сочи, СССР)[9].
- 1968:
  - золотая медаль IX Всемирного фестиваля молодёжи и студентов (София, НРБ)[6].
  - специальный приз за исполнение от жюри Международного фестиваля песни в Барселоне[исп.] (Испания)[9][17].
  - звание «лучшего исполнителя года» от Болгарского телевидения[17][6].
- 1970 — первый приз VI фестиваля «Золотой Орфей» (Солнечный Берег, НРБ)[9][17].
- 1973:
  - первый приз фестиваля «Золотой лев» (Лейпциг, ГДР)[9].
  - лауреат X Всемирного фестиваля молодёжи и студентов (Берлин, ГДР)[9].
- 1974 — первый приз Дрезденского международного фестиваля эстрадной песни[нем.] (ГДР)[9].
- 1975 — первый приз фестиваля «Золотой дельфин» (Пореч, СФРЮ)[9].
- 1978 — лауреат XI Всемирного фестиваля молодёжи и студентов (Гавана, Куба)[9].
- 1981 — главный приз фестиваля «Нийуола» (англ. Neewollah, Индепенденс[англ.], Канзас, США)[9].
- 1982 — главный приз фестиваля «Гала» (Гавана, Куба)[9].
- 1985 — специальный исполнительский приз на Каванском международном фестивале (Каван, Ирландия)[9].
- 1985 — золотая медаль XII Всемирного фестиваля молодёжи и студентов (Москва, СССР)[источник не указан 2197 дней].

Награды за песни собственного сочинения
- 1970 — «Ти и аз» (на стихи Димитра Ценова[болг.]): второй приз первого Молодёжного конкурса студенческой эстрадной песни (болг. Младежки конкурс за студентска забавна песен, НРБ)[17].
- 1976 — «Голямата къща»: третий приз Молодёжного конкурса эстрадной песни (болг. Младежки конкурс за забавна песен, НРБ)[9].
- 1977 — «Защо обичам морето»: третий приз конкурса «Песни о море, Бургасе и его трудящихся» (болг. Песни за морето, Бургас и неговите трудови хора, НРБ)[9].
- 1978 — «Сонет» (на стихи Димитра Методиева): главный приз фестиваля «Золотой Орфей»[9].
- 1997 — «Москва, люблю тебя» (на стихи Владимира Башева): третья премия посвящённого 850-летию Москвы конкурса имени Леонида Утёсова на лучшую песню о Москве[18].

Песни, получившие награды в исполнении Кирова
- 1968 — «Да вярвам ли» (музыка Ангела Заберски, по регламенту конкурса эту же песню исполняла Лили Иванова): первый приз международного фестиваля в Барселоне (Испания)[9].
- 1975 — «Закъсняла серенада» (музыка Найдена Андреева[болг.]): второй приз фестиваля «Золотой Орфей» (Солнечный Берег, НРБ)[9].
- 1978 — «Есен» (музыка Янко Миладинова[болг.]): третий приз фестиваля «Золотой Орфей» (Солнечный Берег, НРБ)[9].
- 1979 — «Вечерница ти пак бъди» (музыка Атанаса Косева): главный приз фестиваля «Золотой Орфей» (Солнечный Берег, НРБ)[9].

Государственные и ведомственные награды, премии и почётные звания
- 1981 — звание Пожизненного почётного гражданина штата Канзас (США)[источник не указан 2130 дней].
- 1984 — премия ЦК ДКМС за цикл песен «Моите 40 години»[9].
- 1985 — Заслуженный артист Народной Республики Болгария[2].
- 2008 — Почётный знак Президента Республики Болгарии[источник не указан 2197 дней].
- 24 ноября 2008 — Почётная грамота Правительства Москвы: «за заслуги в развитии эстрадного искусства и активную общественную деятельность»[19].
- 10 ноября 2009 — Заслуженный артист Российской Федерации: «за большой вклад в развитие российско-болгарского культурного сотрудничества и многолетнюю творческую деятельность»[20].
- 27 мая 2010 — Международная премия святых равноапостольных Кирилла и Мефодия (Славянский фонд России и Московская патриархия)[21][22].
- 10 августа 2012 — Почётная грамота президента Российской Федерации: «за большой вклад в развитие российско-болгарского сотрудничества в области культуры»[23].
- 16 ноября 2012 — звание Почётного доктора МИТХТ[источник не указан 2197 дней].
- 2012 — звание Почётного гражданина Смоляна (Болгария)[источник не указан 2130 дней].

## Комментарии
1. ↑  Так в источнике, но это ошибочное склонение. В родительном падеже правильно — Родоп[8].
2. ↑  Цветанова — отчество, а не фамилия.
3. 1 2  По состоянию на 2016 год.